# Adam Clayton Powell Jr. State Office Building
El Adam Clayton Powell Jr. State Office Building, originalmente el Harlem State Office Building, es un edificio de oficinas de diecinueve pisos, de gran altura ubicado en 163 West 125th Street en la esquina de Adam Clayton Powell Jr. Boulevard en el vecindario de Harlem en Manhattan, Nueva York. Lleva el nombre de Adam Clayton Powell Jr, el primer afroamericano elegido al Congreso de Nueva York. Fue diseñado por el estudio de arquitectura afroamericano de Ifill Johnson Hanchard con la forma de una máscara africana en el estilo de la arquitectura brutalista. Es el edificio más alto de Harlem, superando al cercano Hotel Theresa .

## Historia
El edificio fue propuesto en 1966 por el entonces gobernador del estado de Nueva York, Nelson Rockefeller, como el comienzo del desarrollo para convertir a Harlem en una "comunidad verdaderamente viable".
Este reclutó a los arquitectos Phillip Johnson y John Burgee, quienes diseñaron un plan para un complejo de edificios que rodean una plaza peatonal interna en el lado noreste de la calle 125 y la Séptima Avenida. Estos sin embargo renunciaron al proyecto y fueron reemplazado por la firma Ifill Johnson Hanchard, que dio a conocer planes para una torre de 24 pisos con una extensión de tres pisos.
En 1967 se rompió el terreno con la demolición de un edificio del Corn Exchange Bank. En 1969, el trabajo se detuvo en el proyecto debido a que los manifestantes se opusieron a la composición racial de la mano de obra de la construcción y al propósito previsto de la instalación. Rockefeller ignoró las protests y continupo con los trabajos en el sitio.
El edificio se completó en 1973  y se conoció inicialmente como el Harlem State Office Building. Si bien el edificio fue criticado por carecer de requisitos básicos, como un administrador del edificio y equipo contra incendios, en 1978 el lugar albergó el primer árbol de Navidad gigante de Harlem.
En 1983, el edificio pasó a llamarse "Edificio de Oficinas Estatales Adam Clayton Powell Jr." en honor al congresista Adam Clayton Powell Jr., quien había muerto en 1972. En 1994, el edificio fue amenazado con el cierre debido a recortes presupuestarios; sin embargo, permaneció abierto.
En 2006, la Corporación de Desarrollo Comunitario de Harlem se asoció con la Oficina de Servicios Generales del Estado de Nueva York para proponer un rediseño de la Plaza Africana que ocupa el edificio.
En varios episodios de la comedia dramática estadounidense de FX, Rescue Me, el edificio se utiliza varias veces como sede ficticia del departamento.
El edificio se ve en las etapas finales de construcción en la película de blaxploitation estadounidense de 1972 Across 110th Street. Mientras Joe Logart, interpretado por Ed Bernard, corre hacia la estación de tren, los hombres del Capo Nick D’Salvio lo arrinconan en su taxi y lo obligan a huir a pie. Más tarde es atrapado y arrojado desde el techo del edificio.

## Recepción de la crítica
A lo largo de los años, el edificio ha sido criticado como un "edificio asesino" del movimiento de renovación urbana de la década de 1960 que "desfiguró" el barrio, y como un ejemplo de arquitectura gubernamental mediocre. Sin embargo, otros lo han aceptado como ayuda para enfocar los esfuerzos de la comunidad en futuras batallas de desarrollo.
El crítico de arquitectura de The New York Times, Paul Goldberger, se mostró disgustado con el resultado final y escribió en 1978: “Si nada más, esto prueba que el estado de Nueva York es imparcial: está dispuesto a darle a Harlem la misma arquitectura mediocre que ofrece en todas partes".